# 上野台
上野台（うえのだい）は、埼玉県ふじみ野市の町名。現行行政地名は上野台一丁目から三丁目。郵便番号は356-0017。

## 地理
ふじみ野市の中央北部に位置する。東武東上線上福岡駅やふじみ野市役所からほど近く、かつて地区のほとんどが上野台団地であった。建て替え事業によりコンフォール上野台に生まれ変わり、団地は西側に集約され、残りの跡地には戸建て住宅や、福岡中央公園、野村不動産による分譲マンション「オハナふじみ野上野台ブロッサム」が建設された。団地建て替えと共に街路の変更がなされ、一 - 三丁目の境界も道路に合わせて変更された。

## 道路
- 埼玉県道56号さいたまふじみ野所沢線 - 北西部境界を通っている。

## 歴史

### 沿革
- 1966年（昭和41年）4月1日 - 福岡町大字福岡の一部から住居表示の実施[4]により上野台一丁目から三丁目が成立。
- 1972年（昭和47年）4月10日　- 市制施行。上福岡市になり、上福岡市の町丁となる[5]。
- 2005年（平成17年）10月1日　- 入間郡大井町と合併してふじみ野市になり、ふじみ野市の町丁となる。

## 世帯数と人口
2017年（平成29年）10月1日現在の世帯数と人口は以下の通りである。
| 丁目         | 世帯数    | 人口    |
| ------------ | --------- | ------- |
| 上野台一丁目 | 1,418世帯 | 2,832人 |
| 上野台二丁目 | 442世帯   | 1,306人 |
| 上野台三丁目 | 60世帯    | 187人   |
| 計           | 1,920世帯 | 4,325人 |

## 小・中学校の学区
市立小・中学校に通う場合、学区（校区）は以下の通りとなる。
| 丁目         | 番地 | 小学校                   | 中学校                 |
| ------------ | ---- | ------------------------ | ---------------------- |
| 上野台一丁目 | 全域 | ふじみ野市立上野台小学校 | ふじみ野市立福岡中学校 |
| 上野台二丁目 | 全域 | ふじみ野市立上野台小学校 | ふじみ野市立福岡中学校 |
| 上野台三丁目 | 全域 | ふじみ野市立上野台小学校 | ふじみ野市立福岡中学校 |

## 施設
- コンフォール上野台
- ふじみ野市立福岡中学校
- ふじみ野市立図書館上福岡図書館
- 上野台保育園
- 福岡中央公園

※ふじみ野市立上野台小学校は隣の福岡にある。

## 参考
- 「角川日本地名大辞典」編纂委員会『角川日本地名大辞典 11 埼玉県』角川書店、1980年7月8日。ISBN 4040011104。